# Albendiego
Albendiego è un comune spagnolo di 46 abitanti (2022) situato nella comunità autonoma di Castiglia-La Mancia.